# 맥스 모로우

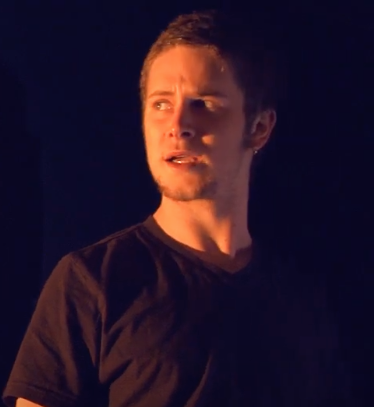

맥스 모로우(Max Morrow, 1991년 1월 7일 ~ )는 캐나다의 영화배우, 텔레비전 배우이다.
토론토에서 태어났다.

## 영화
- 더 러셀 걸 (2008년)
- 섀터드 시티: 핼러팩스 폭발 (2003년)
- 크리스마스 슈즈 (2002년)
- 명탐정 몽크 시즌1 (2002년)
- 아라라트 (2002년)
- 시스터 메리 익스플레인 잇 올 (2001년)
- 원 킬 (2000년)
- 산타 후 (2000년)
- 시즌 오브 러브 (1999년)